# Tibo Vandenborre
Tibo Vadenborre , né en 1971 est un acteur belge.

## Filmographie partielle
- 2008 : L'Empereur du goût (De Smaak van De Keyser), de Frank Van Passel et Jan Matthys (série télévisée) : Jacques Marchoul jeune
- 2011 : Bullhead de Michaël R. Roskam
- 2011 : L'Envahisseur de Nicolas Provost
- 2012 : De rouille et d'os de Jacques Audiard
- 2014 : De Behandeling de Hans Herbots
- 2016 : L'Économie du couple de Joachim Lafosse
- 2017 : Angle mort de Nabil Ben Yadir
- 2017 : Tueurs de François Troukens et Jean-François Hensgens
- 2018 : Ne tirez pas (Niet schieten) de Stijn Coninx
- 2020 : Bandits des Bois : De Spanjol
- 2021 : L'Étreinte de Ludovic Bergery
- 2023 : L'Autre Laurens de Claude Schmitz

## Distinctions
- 2012 : 3e cérémonie des Ensors : Meilleur acteur dans un second rôle pour son rôle dans L'Envahisseur